# 홍정희 (가수)
홍정희(1996년 3월 24일 ~)는 대한민국의 가수다.

## 음반
- K팝 스타 시즌3 배틀오디션 Part 1 (2014)
- 사랑해 고마워 (2015)

## 방송
예능
- 《K팝스타 3》 (2013년) - Top18 (14위)

드라마
- 《트로트의 연인》 (2014년, KBS2) - 서유미 역

## 수상
- 동두천 락 페스티벌 고교생부분 최연소 대상 (2009)